# Cryptocheiridium
Genre
Cryptocheiridium est un genre de pseudoscorpions de la famille des Cheiridiidae.

## Distribution
Les espèces de ce genre se rencontrent en Afrique, en Asie, en Amérique et en Océanie.

## Liste des espèces
Selon Pseudoscorpions of the World (version 3.0) :
- Cryptocheiridium (Cryptocheiridium) Chamberlin, 1931
  - Cryptocheiridium australicum Beier, 1969
  - Cryptocheiridium elgonense Beier, 1955
  - Cryptocheiridium formosanum (Ellingsen, 1912)
  - Cryptocheiridium kivuense Beier, 1959
  - Cryptocheiridium lucifugum Beier, 1963
  - Cryptocheiridium philippinum Beier, 1977
  - Cryptocheiridium salomonense Beier, 1970
  - Cryptocheiridium somalicum Callaini, 1985
  - Cryptocheiridium subtropicum (Tullgren, 1907)
  - † Cryptocheiridium antiquum Schawaller, 1981
- Cryptocheiridium (Cubanocheiridium) Dumitresco & Orghidan, 1981
  - Cryptocheiridium elegans Dumitresco & Orghidan, 1981

et décrites depuis :
- Cryptocheiridium confundens Mahnert, 2014
- Cryptocheiridium mairae Bedoya-Roqueme, Bedoya-Cochett & Quirós-Rodríguez, 2015

## Publications originales
- Chamberlin, 1931 : The arachnid order Chelonethida. Stanford University Publications, Biological Sciences, vol. 7, no 1, p. 1-284.
- Dumitresco & Orghidan, 1981 : Représentants de la fam. Cheiridiidae Chamberlin (Pseudoscorpionidea) de Cuba. Résultats des Expéditions Biospéléologiques Cubano-Roumaines à Cuba, vol. 3, p. 77-87.